# Egil Kraggerud
Egil Kraggerud, född den 7 juli 1939 i Aurskog-Høland, är en norsk filolog. 
Efter att ha avlagt examen artium från latinlinjen vid Oslo katedralskole 1957 studerade Kraggerud klassisk filologi under Leiv Amundsen och Henning Mørland vid universitetet i Oslo. Efter att ha blivit candidatus philologiæ 1963 ägnade han sig åt fördjupade studier i grekiska och förvärvade1968 en doktorsgrad på avhandlingen Aeneisstudien. Kraggerud var professor i klassisk filologi vid universitetet i Oslo 1969–2002 och redaktör för Symbolae Osloenses under åren 1972–1994. Han är ledamot av Det Norske Videnskaps-Akademi sedan 1974, av Det Kongelige Norske Videnskabers Selskab sedan 1985, av Academia Europaea sedan 1989 och av Det Norske Akademi sedan 2001. Kraggerud tilldelades Fridtjof Nansens belønning for fremragende forskning 2018.

### Översättningar
- Boëthius: Filosofiens trøst (De consolatione philosophiae, 1981)
- Vergil: Aeneiden (Aeneis. 7 band, 1983-89)
- Vergil: Georgica (1994)
- Platon: Faidon
- Platon: Epigrammer (2007)